# Татамі іваші
Татамі іваші (японською: タタミイワシ) — японська страва, виготовлена з мальків сардин або ширасу. Назва з'явилась через схожість із солом'яним татамі, яке поширене в кімнатах або будинках традиційного японського стилю. Страва має багато білка та мінеральних речовин. Татамі іваші відомий як фірмовий продукт прибережних районів префектур Сідзуока та Канагава.

## Приготування
Спочатку сиру рибу миють в холодній воді, проціджують через дрібну сітку, розкладають шаром на тканині, закріпленій на бамбуковому каркасі або дерев'яній рами, що занурене у воду, потім обережно дістають каркас та залишають для сушіння на сонці. Цей процес дуже схожий на створення паперу, розмір рам зазвичай використовують А4. Потім висушені пласти розрізають на прямокутники.

## Використання
Відповідно до японської стандартної таблиці харчових продуктів 2010 року, 75 % сардин татамі складають білки, 5,6 % — ліпіди. Використовують атамі іваші для супів та як окрему страву. Його можна обсмажити на легкому вогні або підсмажте в тостері, потім порізати на дрібні шматочки з додаванням соєвого соусу. Для приготування супу можна також залити гарячою водою і заправити соєвим соусом або обсмажити з маслом. Нарізані на дрібні шматочки використовують як закуску до саке чи пива.
Оскільки татамі іваші містять мало жиру та достатньо висушені, їх можна зберігати тривалий час у темному місці, наприклад, у домашньому холодильнику.